# I briganti (romanzo)
I briganti è un romanzo storico cinese del XV secolo, ambientato nella fase finale della dinastia Song settentrionale (circa 1100 d.C.), composto da 114 capitoli raccolti in 25 volumi e costituisce uno dei quattro grandi romanzi classici cinesi.
Il titolo originale del romanzo è Shui-Hu-Chuan (cinese tradizionale: 水滸傳, cinese semplificato: 水浒传, pinyin: Shuǐhǔ Zhuàn), letteralmente traducibile come "Storia in riva all'acqua", ma pubblicato in Italia come I briganti. È noto anche coi nomi: Tutti gli uomini sono fratelli e Le paludi del monte Liang.
Vi si narra l'avventurosa epopea di una banda di 108 briganti, invincibili in campo aperto, diabolicamente astuti nella guerriglia, temerari nel pericolo, spietati nella vendetta.
Questi masnadieri non sono soltanto uomini d'arme e di rapina, ma cavalieri fedeli a un semplice e generoso ideale, che accorrono là dove l'ingiustizia opprime i deboli e gli inermi e ovunque ci sia la corruzione; sempre disposti, tra una battaglia e l'altra a concedersi solennissime sbronze.
Ai funzionari del Celeste Impero sorpresi a leggere questo libro le autorità del tempo sospendevano lo stipendio per molti mesi; e questo accanimento della censura indica abbastanza bene la straordinaria vitalità polemica dell'opera.
I briganti sono l'esempio più famoso di un genere di romanzo cinese che, tra l'eroico e il picaresco, si può avvicinare alla Chanson de geste del medioevo occidentale, ed ha schemi narrativi comuni a quelli delle avventure dei Cavalieri della Tavola Rotonda e di Robin Hood.